# Ханс Аспергер
Ханс Аспергер (на немски: Hans Asperger, роден на 18 февруари 1906 в Хаусбрун, починал 21 октомври 1980 във Виена) е австрийски педиатър. Той е първият, който описва варианта на личността, кръстен на него: синдром на Аспергер. Аспергер учи медицина във Виена. След като получава докторска степен през 1931, той работи като асистент в детската клиника към Виенския университет. От 1932 завежда медицинското учебно отделение в клиниката. Той става професор по педиатрия през 1962. През 1944 Аспергер публикува първото описание на синдрома на Аспергер. Самият той нарича разстройството на развитието „autistische Psychopathie“. Симптомите на състоянието му приличат на аутизъм (Аспергер обаче не е познавал работата на Лео Канер върху аутизма). Първата статия на Аспергер съдържа описания на четири деца, Фриц, Харо, Ернст и Хелмут, като всички страдат от липса на емпатия, неспособност да създават приятелства, смущения в зрителния контакт, жестове, изражения на лицето и използване на език, значим интерес в дадена област, както и двигателни нарушения. Аспергер нарича децата "kleine Professoren" ("малки професори"), тъй като те имат обширни и подробни познания в областта на своя интерес. Като дете Ханс Аспергер проявява много черти на синдрома, кръстен на него. Описван е като самотно дете, което трудно намира приятели. Той учи с лекота чужди езици; интересува се от австрийския драматичен поет Франц Грилпарцер, чиято поезия цитира на своите незаинтересовани съученици. Освен това обича да говори за себе си, включително в 3-то лице единствено число.

## Посмъртно признание
Изследване на връзката на Аспергер с NSDAP (макар да не става въпрос за самата нацистка партия, а за членство в няколко организации, свързани с NSDAP), установява, че той помага за публичното легитимиране на методите на нацистите. Осемгодишно проучване на работата на Аспергер по време на Третия райх, публикувано през април 2018 г., заключава, че според собствената интерпретация на Аспергер след Втората световна война той е принципен противник на националсоциализма и смел защитник на пациентите си срещу нацистката „евтаназия“ и други расови хигиенни мерки, но това не съответства на историческите доказателства. Според проучването Аспергер се присъединява към нацистката политическа и расистка идеология. Авторът Хервиг Чех обаче признава, че няма доказателства, че позицията му спрямо националсоциализма е повлияла на приноса му в изследването на аутизма. От 2009 г. рожденият ден на Аспергер, 18 февруари, е обявен от различни правителства за Международен ден на Аспергер.